# دیزنی نیچر
دیزنی نیچر (انگلیسی: Disneynature) شرکت فیلم‌سازی فرانسوی است، که در سال ۲۰۰۸ تأسیس شد.